# Gaio Calpurnio Pisone (pretore 211 a.C.)
Gaio Calpurnio Pisone (in latino Gaius Calpurnius Piso; fl. ante 250 a.C.-post 208 a.C.) è stato un politico romano appartenente alla gens Calpurnia.

## Biografia
Fu fatto prigioniero da Annibale durante la battaglia di Canne e, insieme ad altri due, venne inviato a Roma per negoziare il rilascio dei suoi compagni di prigionia. Tuttavia, il Senato romano rifiutò tale proposta.
Venne eletto praetor urbanus nel 211 a.C., nel pieno della seconda guerra punica, e gli vennero affidate due legioni a difesa della città di Roma. Quando Annibale compì una marcia verso la città, a Pisone venne affidato il compito di difendere il Campidoglio e l'arx, mentre i senatori sarebbero rimasti presso il Foro romano, pronti ad essere consultati in caso di bisogno. Contemporaneamente Quinto Fulvio Flacco entrava a Roma dalla porta Capena e conduceva l'esercito proveniente da Capua, dopo aver attraversato la città, al di fuori delle mura serviane, ponendo il proprio accampamento tra la porta Esquilina e la porta Collina, a nord-est della città.
Alla fine del 211 a.C. gli venne prorogato il mandato e divenne propretore in Etruria con due legioni. E durante questo mandato propose al senato che i Ludi Apollinares venissero ripetuti ogni anno.
Sappiamo da Livio che, quando Fulvio Flacco divenne dittatore (fine del 210 a.C.), quest'ultimo, una volta rientrato a Roma, mandò presso l'esercito della provincia d'Etruria il suo legato Gaio Sempronio Bleso, per sostituirvi Gaio Calpurnio, al quale invece affidò il comando del suo esercito a Capua.
Verso la fine del 210 a.C., gli fu ordinato dal dittatore Quinto Fulvio Flacco di comandare l'armata che si trovava a Capua. L'anno successivo (209 a.C.) ricoprì ancora la propretura in Etruria. Gli succedette in questa regione Gaio Ostilio Tubulo.